# Jane's Information Group
Ne doit pas être confondu avec Jane's Fighting Ships.
Jane’s Information Group (souvent désigné comme Jane’s) est une entreprise de renseignement de sources ouvertes sur les thèmes de la défense, la sécurité, les transports et la police.
L'entreprise a été fondée par Fred T. Jane en 1898. Il a commencé par dessiner les navires comme un passionné, et cela à peu à peu évolué vers la recherche d'une connaissance encyclopédique, qui a abouti à la publication de l'ouvrage de référence All the World's Fighting Ships, désormais connu sous le nom de Jane's Fighting Ships. La société qu'il fonda s'est progressivement développée dans d'autres domaines de l'expertise militaire. Les livres et les magazines édités par Jane's sont souvent considérés de facto comme une source d'information publique sur la guerre et les systèmes de transport.
Jane's Information Group est basée à Londres. Elle est la propriété de la société américaine IHS après avoir été détenu par la Woodbridge Company (en) et encore auparavant à The Thomson Corporation.